# Площадь Боливара (Каракас)

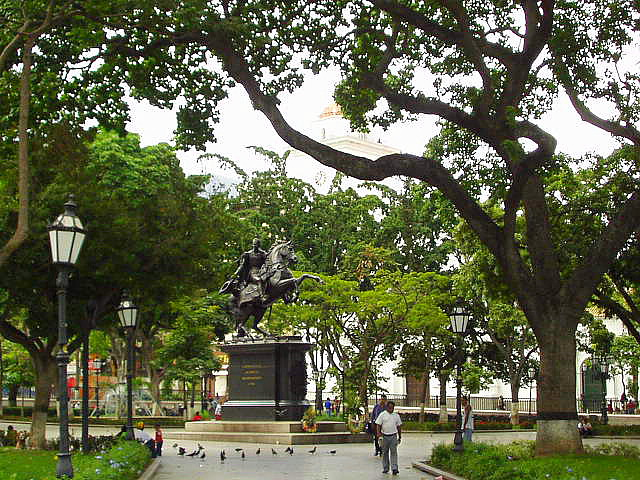
Статуя Симону Боливару на площади Боливара

Площадь Боливара (исп. Plaza Bolívar) — это центральная площадь столицы Венесуэлы, города Каракас. Площадь носит имя легендарной личности Венесуэлы — Симона Боливара.

## Описание

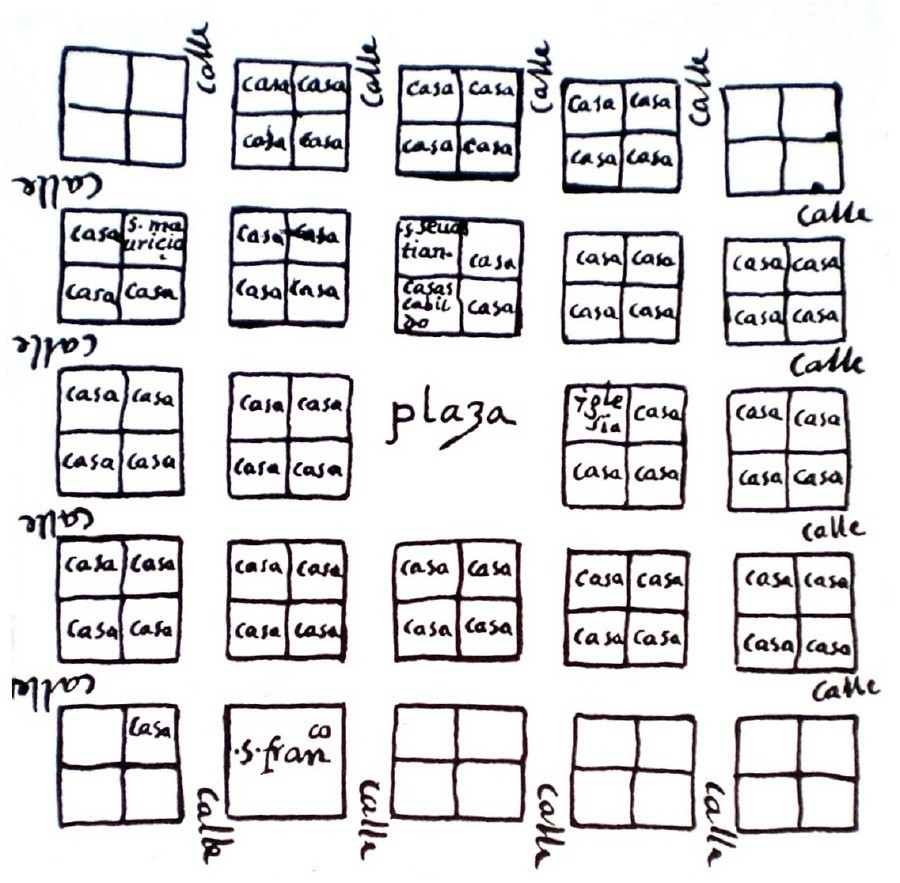
Первая карта Каракаса, 1578. Площадь находится в центре города

В первые годы после обретения независимости площадь называли Площадью Оружия (Plaza de Armas) и Рыночной Площадью (Plaza del Mercado), но после смерти Боливара и прибытия его тела в Каракас было решено её переименовать. Официальное переименование произошло в 1842 году, хотя до 1874 года новое название не использовалось. В 1872 году было принято решение о реконструкции площади и возведении статуи. Реконструкция была завершена в 1874 году, и тогда же была установлена конная статуя Симона Боливара, которая является копией статуи Адамо Тадолини, которая расположена на площади Боливара в Лиме, Перу. Статуя была изготовлена в Мюнхене и доставлена в Венесуэлу по частям.
В центре площади Боливара расположен кафедральный собор, который был возведен в 1664—1674 годах.
21 февраля 1959 года статуя была названа мемориалом.
В 2003 году муниципалитет Либертадор решил полностью реконструировать площадь, включая сады, фонтаны, дорожное покрытие, освещение и т. д.

## Галерея

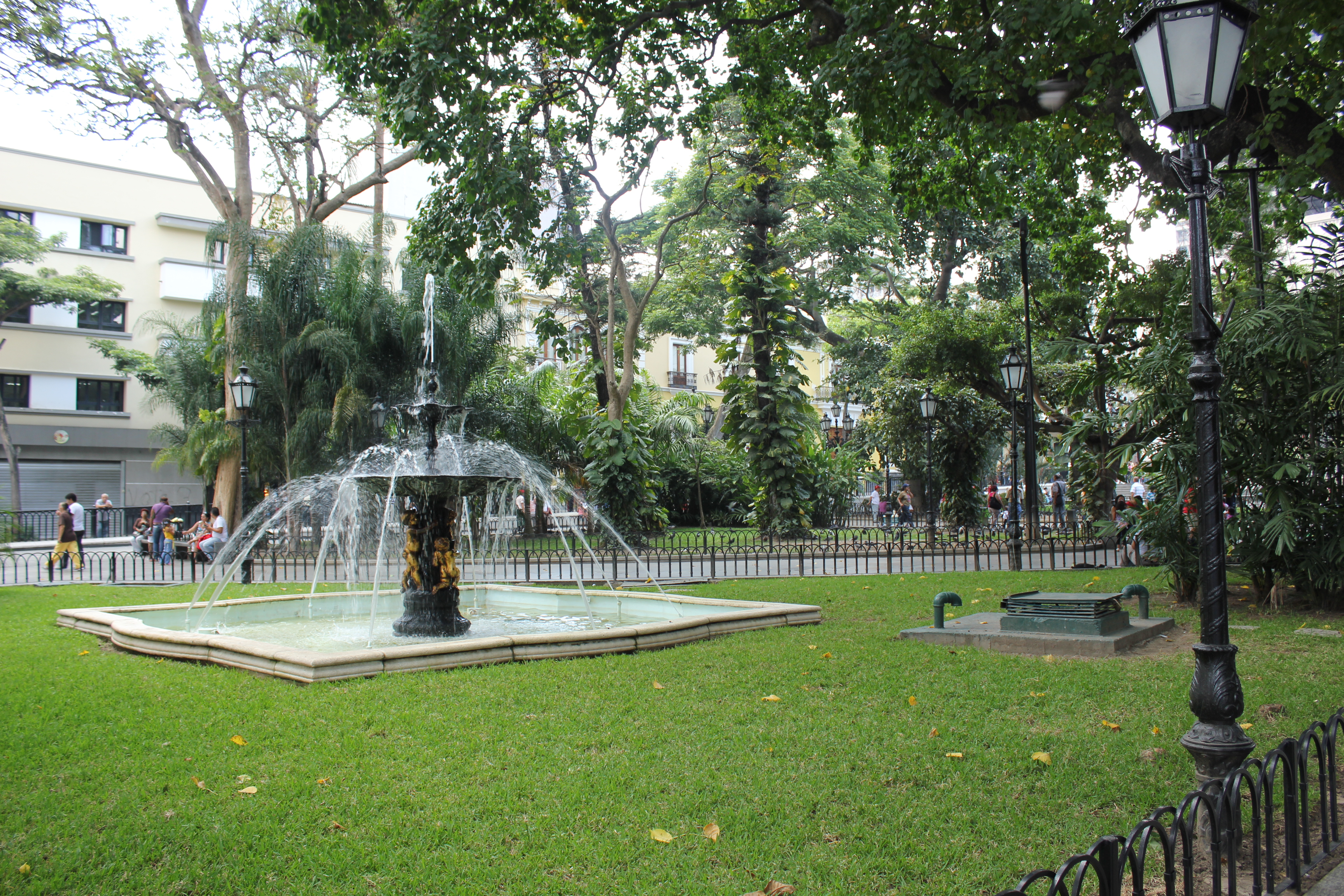
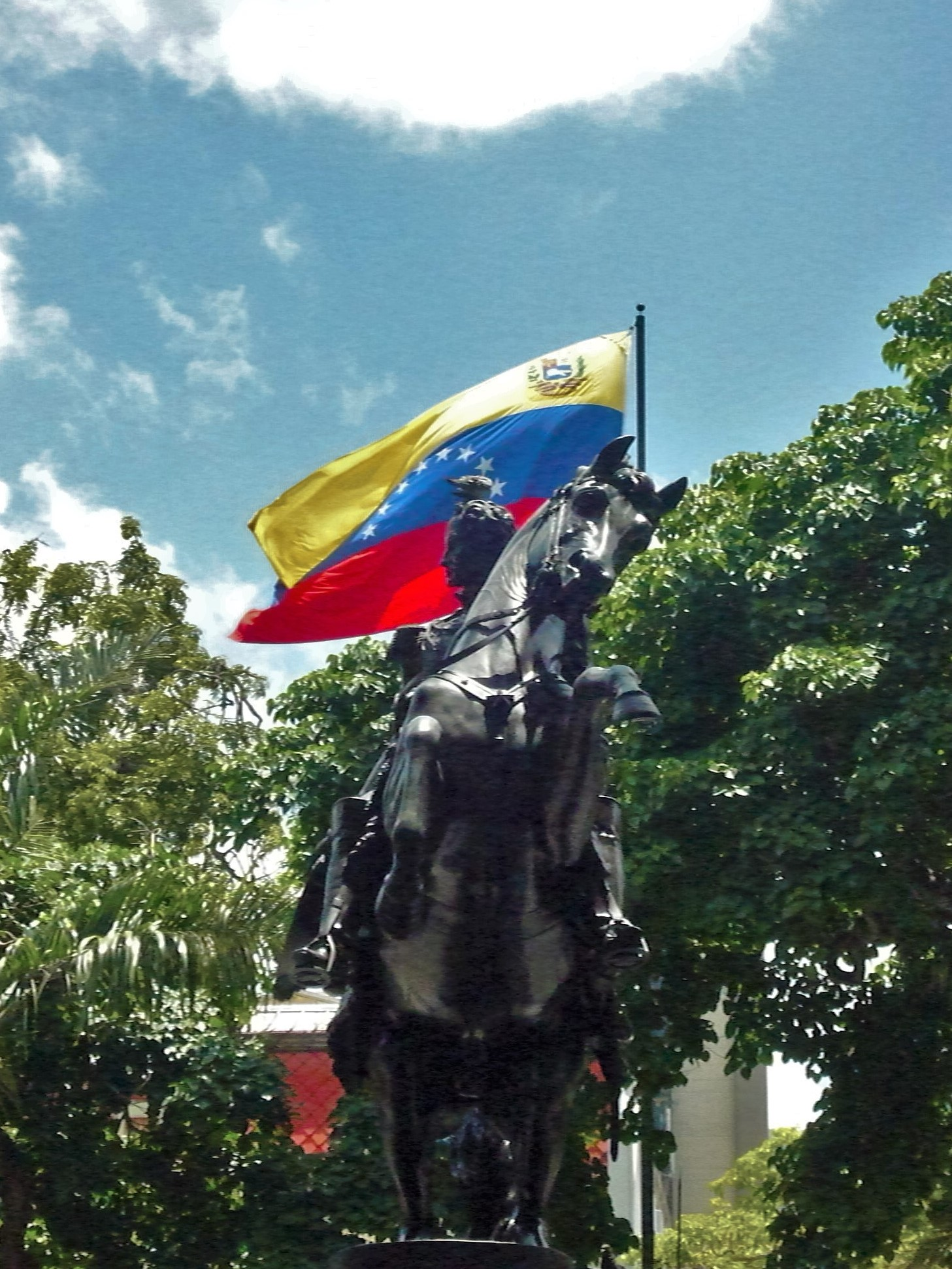
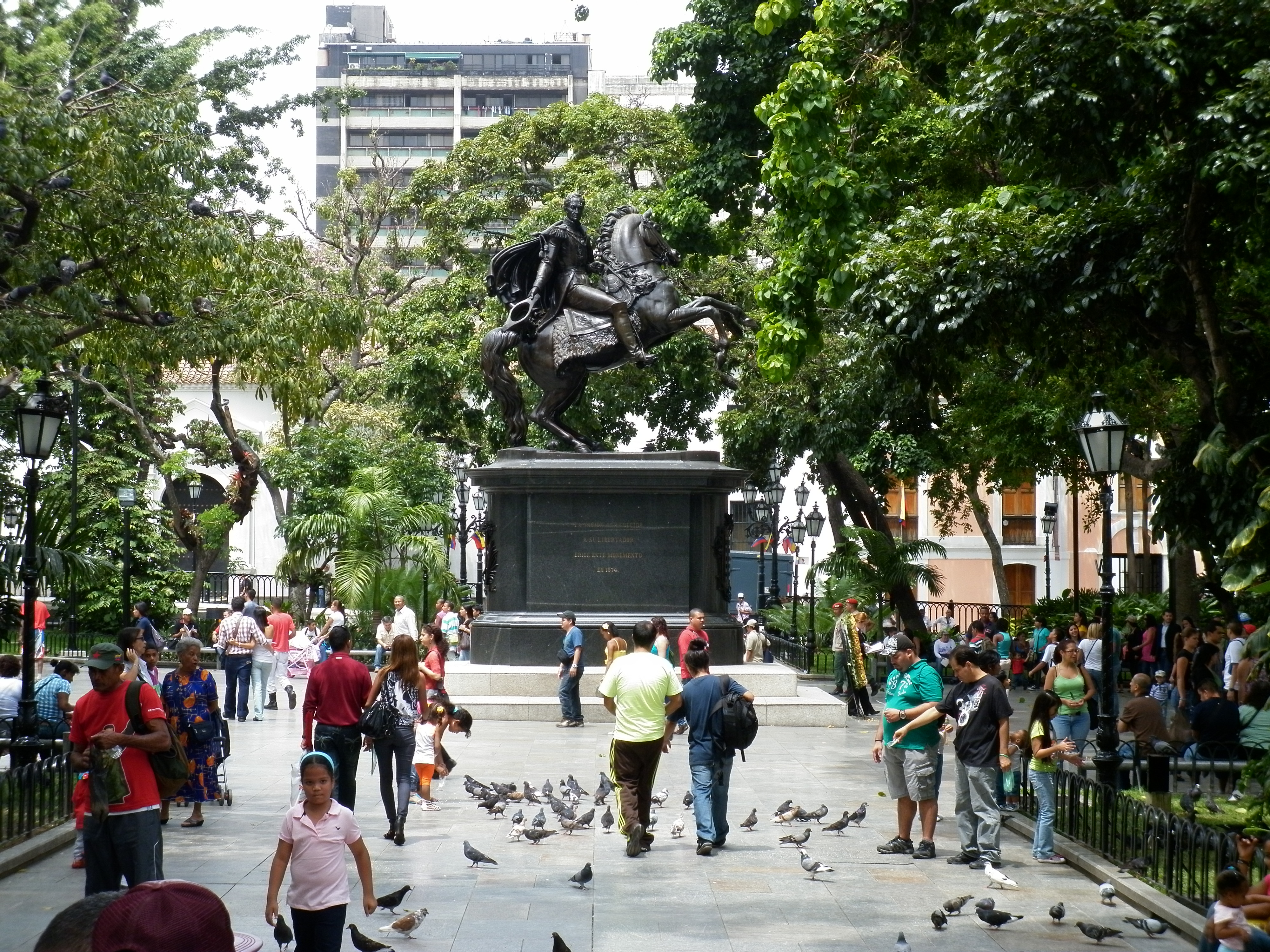
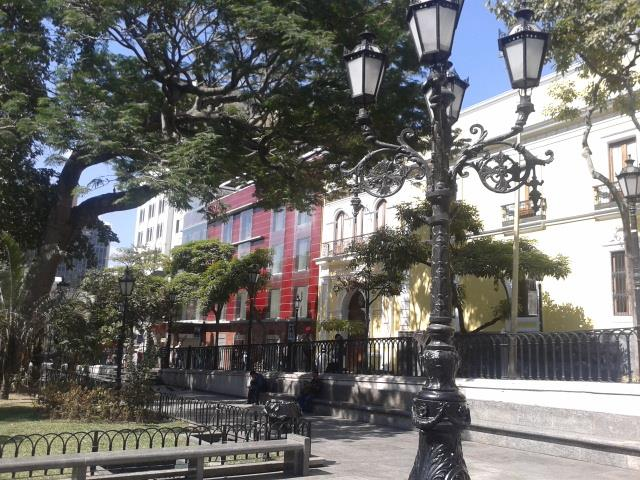